# Antiquarium (Résidence de Munich)
Pour les articles homonymes, voir Antiquarium (homonymie).
L'Antiquarium est une salle Renaissance de vastes dimensions dans la Résidence de Munich. 
La Résidence était le château au centre-ville de Munich des ducs, princes-électeurs et Rois de Bavière. Le duc Albert V y a fait construire une vaste salle pour abriter son importante collection de sculptures. Il fit appel à l'architecte de la cour Wilhelm Egkl qui travailla sur un projet conçu par Jacopo Strada, de Mantoue. Cette salle fut édifiée entre 1568 et 1571 comme un Antiquarium et devait servir à la présentation des sculptures antiques de la collection. 
Avec ces 69 m de longueur, il s'agit de la plus grande salle Renaissance au Nord des Alpes. La voûte en berceau est évidée de 17 paires de fenêtres qui assurent l'éclairage. La décoration, achevée vers 1600 fut réalisée par différents artistes comme Hans Thonauer, Alessandro Scalzi, surnommé Padovano, et Antonio Maria Viviani.
Au cours de la Seconde Guerre mondiale, l'Antiquarium fut endommagé, mais fut reconstruit à l'identique. Aujourd'hui, on l'utilise également pour des réceptions et des concerts.

## Film tourné à l'Antiquarium de Munich
- 1961 : L'Année dernière à Marienbad d'Alain Resnais

## Source
- (de) Cet article est partiellement ou en totalité issu de l’article de Wikipédia en allemand intitulé « Antiquarium (München) » (voir la liste des auteurs).